# シロウトTV
シロウトTV（シロウトティービー）は、日本のアダルトビデオレーベル。プレステージグループのアダルト配信サイト「MGS動画」でのみ展開する配信レーベル。

## 概要
インディーズAVメーカー・プレステージグループが贈る「本物の素人初撮りにこだわったAV」。
ロゴマークは（素）（〇の中に素）。
前述のように配信サイト「MGS動画」でのみ提供されており、サイト内には「ナンパTV」、「朝まではしご酒」、「プレステージプレミアム」など多くのレーベルがある中、最古参のレーベルであり、最も人気のコンテンツ。AV評論家の刈田萬蔵によれば、同レーベル作品だけで月に50万人以上が動画購入している。配信独自のコンテンツが必要と感じ、MSG動画立ち上げと同時に誕生した。プレステージ自体が素人作品から始まったメーカーだったため、新人をスカウトして撮影するノウハウは十分にあった。
リリースタイミングはイレギュラーなケースもあるものの、原則毎日朝10時更新。見放題プランもある。
パッケージ作品では撮影自体を迅速に行ったとしても、盤面に焼く作業、印刷作業、販売店への宣伝告知などで販売まで3か月かかるところ、それらを省きオンラインのみでの販売で大幅に短縮。面接、撮影、販売までを最短約1週間で行っている。原則出演女優、監督名も出していない（出演者名は「みく 20歳 バンドマン」など、仮のファーストネーム、年齢、職業で記述される）。少ない女性で1本だけ、多くても数本のみにという場合が多い。2020年6月現在、10年間で蓄積したラインナップは約4000本。
キャスティングは概ね面接（カメラテストも同時に行う）のみで、2020年現在メーカーとしてのスカウトは行っていない。一定の水準を保ちため、ひと月150人面接しているとして、出演に至るのは20名ほど。性病検査の陰性証明書を取ってもらい、後日スケジュールを抑え、撮影。基本的に撮影はスタジオではなくシティホテルやラブホテルで行い、ハメ撮り形式で行っている。
河合あすな、涼森れむ、野々浦暖、結城るみななど、のちのプレステージ専属女優もシロウトTV出身者であり、プレステージの新人発掘基盤にもなっている。